# Автомагистраль А1 (Словения)

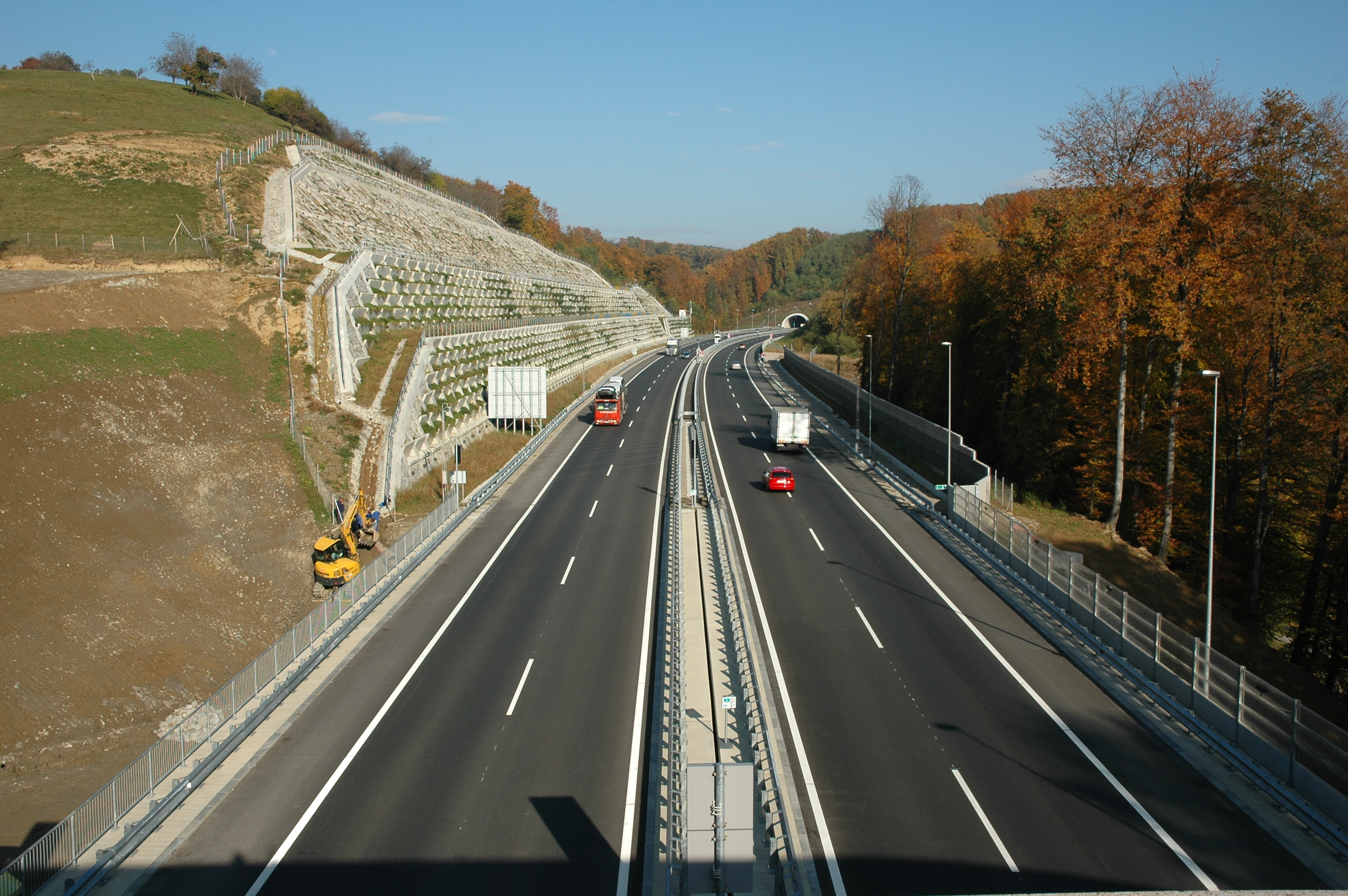
Автомагистраль А1 на участке через Водоле (между Драгучовой и Марибором)

Автомагистраль А1 (словен. Avtocesta A1), также известная как Словеника, имеет длину 245,3 км, соединяя Шентиль (на австрийской границе) и Копер на берегу Адриатического моря.
Cоединяет несколько крупнейших мегаполисов страны, включая Марибор, Целье и Любляну, вплоть до словенского побережья и портового города Копер.
Строительство началось в 1970 году, первый участок был закончен в 1972 году, соединив Врхнику и Постойну. Ежедневная эксплуатация этого начального участка началась 29 декабря 1972 года.
Соединение с Копером было завершено 23 ноября 2004 года. Предпоследний участок, от Трояне до Благовиц, был открыт 12 августа 2005 года. Он также был самым дорогим, имея восемь виадуков и два туннеля, несмотря на то, что его длина составляла всего 11 км. Последний участок, восточная объездная дорога Марибора, открылся 14 августа 2009 года.
Автомагистраль А1 является неотъемлемой частью пятого европейского транспортного коридора (Лион–Киев).
Который соединяет Лион, Милан, Венецию,Триест, Копер, Постойну, Любляну, Целье, Марибор, Лендаву, Будапешт и Киев. Она также проходит в направлениях европейских дорог с маркировкой E70, E57 и E59.

## Известные достопримечательности
Когда большая часть автомагистрали уже была готова, появились две её части, которые особенно выделялись, а именно туннели около Трояне, наиболее примечательным из которых является туннель Трояне длиной почти 3 километра и, таким образом, второй по длине туннель в Словении (самый длинный — туннель Караванке), и виадук Чрни Кал, самый длинный виадук в Словении, длиннее 1 километра и высотой 95 метров.

## Галерия

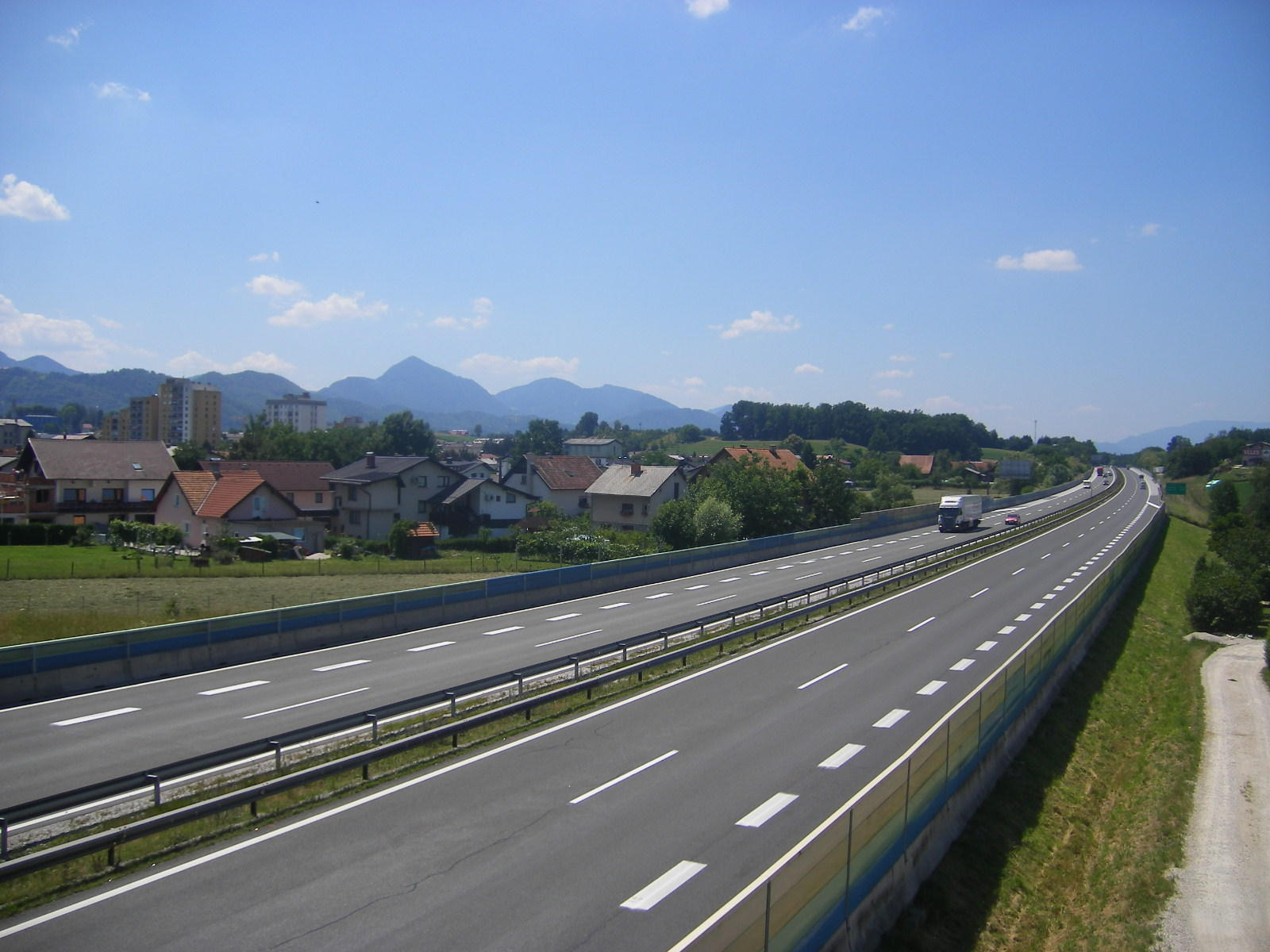
Автомагистраль близ Целье

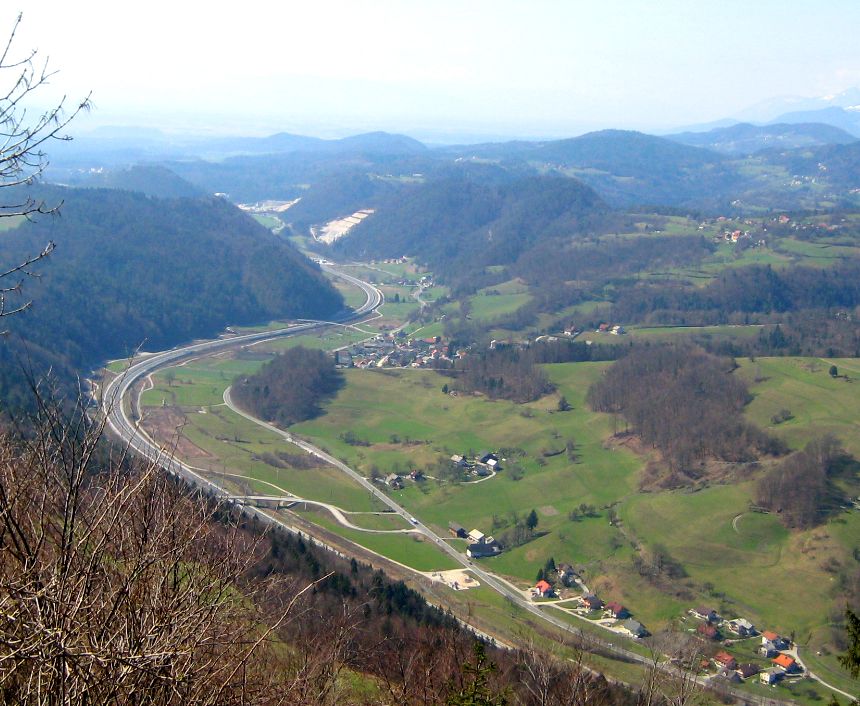
Возле Лимбарской горы